# فالنتاين فينكلر
فالنتاين فينكلر هو سياسي كندي، ولد في 18 مارس 1864، وتوفي في 7 يونيو 1920. حزبياً، نشط في الحزب الليبرالي الكندي. وقد انتخب عضو المجلس التنفيذي لمانيتوبا ‏.